# Molesme
Molesme – miejscowość i gmina we Francji, w regionie Burgundia-Franche-Comté, w departamencie Côte-d’Or.
Według danych na rok 1990 gminę zamieszkiwały 224 osoby, a gęstość zaludnienia wynosiła 8 osób/km² (wśród 2044 gmin Burgundii Molesme plasuje się na 688. miejscu pod względem liczby ludności, natomiast pod względem powierzchni na miejscu 215).
Żył tutaj i zmarł święty Robert z Molesme, opat  klasztoru Molesme, założyciel zakonu cystersów. 